# Julia Perez
Yuli Rachmawati (15. Juli 1980 – 10. Juni 2017), besser bekannt als Julia Perez (abgekürzt als Jupe), war eine indonesische Dangdut-Sängerin und Schauspielerin. Anfang der 2010er Jahre wurde sie durch ihre offenen Äußerungen gegen konservative muslimische Geistliche bekannt, die sie für zu erotisch für das indonesische Publikum hielten.

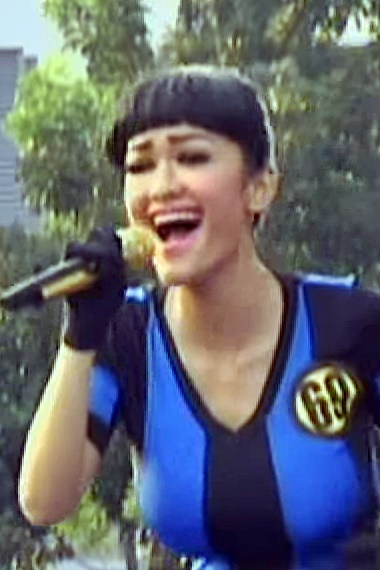
Julia Perez – während der Dahsyatnya Awards

## Leben
Julia Perez wurde am 15. Juli 1980 als Yuli Rachmawati in Jakarta, Indonesien, als älteste Tochter von Sri Wulansih und Angkasa Djaya  geboren. Ihr Vater spielte Fußball für einen Verein in der Stadt Bandar Lampung, und ihre Mutter spielte Frauenfußball für den Caprina Cijantung Club in Jakarta. Sie war gemischter Sunda- und Batawi-Abstimmung.  Ihre Eltern ließen sich etwa 1988 scheiden, als Julia noch ein Kind war. Ihre Mutter musste Gelegenheitsjobs annehmen, um die Familie zu ernähren.  Ihre Mutter heiratete später Sakib „Sammy“ Mahri, der ein Schweißgeschäft und Mietobjekte besitzt.
Nachdem sie die High School verlassen hatte, studierte Julia auf Geheiß einer älteren Freundin, die ihr auch die Studiengebühren bezahlte und ihr riet, einen Bule-Freund (weißen Ausländer) zu finden, an der InterStudi Secretarial Academy in Jakarta.  Anschließend arbeitete sie für eine Möbelfirma, die von einem Niederländer geführt wurde. Sie fing an, mit dem Sohn des Besitzers auszugehen, der sie einlud, in den Niederlanden zu arbeiten. Sie nahm das Angebot an und verbrachte drei Jahre in den
Niederlanden, wo sie Niederländisch lernte und als Sekretärin arbeitete.
Während eines Urlaubs in Spanien lernte sie das französische Model Damien Perez kennen. Sie heirateten am 7. Oktober 2002 in Frankreich. Sie hatten keine Kinder, Jupe sagte, sie würde ihre Karriere vor die Gründung einer Familie stellen. 2007 erlitt sie eine Fehlgeburt. Im Jahr 2009 lernte sie den argentinischen Fußballspieler Gaston Castaño, der damals für den indonesischen Verein Persiba Balikpapan und später für mehrere andere indonesische Vereine spielte, kennen. Im Jahr 2010 wurden Julia und Damien geschieden. Sie machte Damiens viele angeblichen Frauengeschichten für das Scheitern ihrer Ehe verantwortlich.
Im Jahr 2013 gaben Julia und Gaston ihre Verlobung bekannt. Am 26. September 2013 heirateten sie in aller Stille in Sydney, Australien. Ihre Hochzeit wurde vor den indonesischen Medien praktisch geheim gehalten. Julias Mutter hatte sich dagegen ausgesprochen, dass ihre Tochter einen Fußballspieler heiraten sollte. Am 12. Mai 2016 gewährte das Bezirksgericht Süd-Jakarta Julia die Scheidung und sprach ihr einen Unterhalt von 15 Millionen Rupien pro Monat zu.
Julias leiblicher Vater, Angkasa Jaya, wurde 2012 wegen angeblichen Drogenbesitzes verhaftet. Er starb im Dezember 2013.
Im Jahr 2015 erwarb Julia Perez ihren Sarjana Hukum (Bachelor of Law) an der Universitas Bung Karno.
Im Jahr 2014 gab sie bekannt, dass bei ihr Gebärmutterhalskrebs im zweiten Stadium diagnostiziert worden war. Im Jahr 2016 hatte der Krebs das vierte Stadium erreicht und sie starb im Juni 2017.

## Karriere
Nachdem sie als Sekretärin in Jakarta angefangen hatte, zog Julia für weitere Sekretariatstätigkeiten in die Niederlande. Ihre darauffolgende Beziehung mit Damien Perez öffnete ihr die Türen, als Model für die Zeitschriften FHM und Maxim in Frankreich zu arbeiten. Nach ihren Auftritten in FHM und Maxim wurde Jupe als eine der 100 sexiesten Frauen der Welt nominiert.
Etwa im Jahr 2002 kehrte sie für einen Urlaub nach Indonesien zurück, um ihrer jüngeren Schwester beim Casting für eine Seifenoper zu helfen, doch der Regisseur rekrutierte schließlich Julia, die eine Schauspielkarriere begann. Sie trat in anzüglichen Late-Night-Comedy-Shows mit Titeln wie „Komedi Nakal“ (Freche Komödie) auf. Weitere Bekanntheit und Popularität erlangte sie durch die Rolle einer Rettungsschwimmerin in einem roten Badeanzug in einer inoffiziellen indonesischen Version von Baywatch namens Penjaga Pantai (Strandwächter).
Anschließend trat sie in lokalen Seifenopern, Varietés und Horrorfilmen auf und wurde auch eine beliebte Dangdut-Sängerin. Ihr 2008 veröffentlichtes Debütalbum Kamasutra enthielt ein kostenloses Kondom, was konservative islamische Organisationen verärgerte und dazu führte, dass ihr in mehreren Städten Auftrittsverbote auferlegt wurden. Im Jahr 2008 wurde ihr der Auftritt bei einem Konzert zum Gedenken an Indonesiens Unabhängigkeitstag am 17. August in einem Rotlichtviertel in Pekanbaru, Provinz Riau, verboten.
Im Jahr 2012 gründete Perez eine Hühnchen-Fastfood-Kette namens Jupe Fried Chicken (JFC).

## Zwei Presseartikel über Julia Perez

### Die Gebetskette in Julia Perez‘ Hand und das Kreuz auf Gastons Brust
Komario Bahar veröffentlichte am Samstag, den 22. April 2017 folgenden Artikel auf detikHot:

„Jakarta – Julia Perez kämpft schwer, nicht nur, weil sie gegen Gebärmutterhalskrebs im vierten Stadium kämpft, sondern auch wegen Nierenversagens aufgrund des regelmäßigen Konsums harter Drogen seit fast drei Monaten im Cipto Mangunkusumo Hospital, Zentral-Jakarta.
Ihr Ex-Mann Gaston Castano erschien schließlich am 20. April zum ersten Mal und begleitete Jupe. In seinem Herzen betete er, dass die geliebte Frau, die er im September 2013 in Australien geheiratet hatte, schnell genesen würde. Gaston erklärte einmal, dass er sich nie trennen wollte, obwohl Jupe schließlich zuerst die Scheidung beantragte.
Der in Santiago El Estero, Argentinien, geborene Mann wollte Jupe noch einmal glücklich machen, indem er zu einem solchen Zeitpunkt kam. Und nach Angaben ihrer Verwandten war die Frau, die mit bürgerlichem Namen Yulia Rahmawati heißt, sehr froh, dass Gaston sie endlich getroffen hatte.
Obwohl sie in einem schwachen Zustand war und nur minimal reagieren konnte, lächelte Jupe, der sundanesisches Betawi-Blut hatte, weil Gaston sie besuchte.
Es gibt eine friedliche Szene, aber auch einen gewissen Kontrast, dieses ehemals kinderlose Paar zu sehen. Jupe, die weiterhin gegen ihre Krankheit kämpft, hält weiterhin die Gebetskette in der Hand, die ihr Ustad Zacky Mirza geschenkt hat.
Auch Gaston, der zum ersten Mal in einem schwarzen T-Shirt kam, trug noch Symbole seiner religiösen Überzeugungen bei sich. Als er Jupe zum ersten Mal besuchte, trug er ein T-Shirt mit einem großen Kreuz auf der Brust.
Es ist bekannt, dass er immer Symbole seines religiösen Glaubens trägt, sei es durch die Halskette, die er oft trägt, oder durch Armbänder und T-Shirts, wie bei seinem ersten Besuch bei seiner Ex-Frau.
„Yulia ist immer schön, aber ich habe ihren Lieblingslippenstift mitgebracht. Ich möchte ruhig bleiben, weil ich einfach möchte, dass sie glücklich ist“, sagte der Sportler, der derzeit für den thailändischen Verein Nakhon Pathom United FC spielt.
Nicht nur Lippenstift, Gaston, der nach der Trennung von Damien Perez der zweite Mann in Julias Ehe war, brachte auch ihr Lieblingsparfüm mit.
Ihre Geschichte ist in Bezug auf die Liebe nicht süß. Sie mussten eine steile Straße überwinden, bevor sie vor vier Jahren endlich den Bund der Ehe schlossen.
Dieser Fußballspieler und die Schauspielerin lieben sich immer noch, obwohl sie unterschiedlich sind. Sie stoßen nicht nur auf Hürden aufgrund ihres Berufs, sondern Jupe und Gaston legen auch religiöse Differenzen beiseite, wenn sie um die Liebe kämpfen, bis sie heimlich im Kangaroo Country heiraten.
Jupe hatte mehrere Male eine Dialyse. Allerdings vermittelt die familiäre Atmosphäre angesichts des aktuellen Zustands der ältesten Tochter von Sri Wulansih und der verstorbenen Angkasa Jaya zunehmend einen Hauch von Traurigkeit.
Der Zustand des Stars des Films „Gending Sriwijaya“ verschlechterte sich zunehmend und sie musste ihr Blut waschen lassen, um die Giftrückstände der Droge zu entfernen. Letzte Nacht wurde Jupe insgesamt sechs Stunden lang einer Dialyse unterzogen.
Jupes Familie hielt am Freitagabend (21.4.) einen Gebetsgottesdienst ab. Jetzt beten alle für Jupes Genesung. Ebenso bei Gaston, der die Finger zusammenfaltete und um denselben Segen bat.“

### Eine unverhohlen erotische Berühmtheit wird politisch
Norimitsu Onishi veröffentlichte am 30. Juli 2010 folgenden Artikel in der New York Times:

„Jakarta, Indonesien. Mit der linken Hand flitzte Julia Perez kürzlich in einem Einkaufszentrum in Jakarta zwischen dem BlackBerry und dem Starbucks-Cappuccino auf dem Tisch vor ihr hin und her und sprach mit zunehmender Dringlichkeit in ihr Mobiltelefon. Sie achtete nicht auf die Passanten, die mit verstohlenen Blicken in ihr enganliegendes, tief ausgeschnittenes Kleid die Bestätigung fanden, dass es sich tatsächlich um Julia Perez handelte, die Sängerin, Schauspielerin, Model und bald vielleicht auch Politikerin. Der offene Einsatz von Sexappeal hat in Indonesien Legionen von Fans gewonnen, aber auch die Verurteilung seitens der Sozialkonservativen.
Am nächsten Tag brauchte Frau Perez jedoch ein traditionelles Kleid namens Kebaya, sagte sie ihrem Designer am anderen Ende der Leitung.  Der traditionelle Herrscher von Solo, einer Stadt in Zentral-Java, verlieh ihr im Rahmen einer feierlichen Zeremonie einen Titel, erklärte sie, nachdem sie das Telefonat beendet hatte.
„Et voilà!“ sagte Frau Perez, die dazu neigt, eine Mischung aus Indonesisch, Englisch und Französisch zu sprechen. „Es ist eine große Ehre für mich.“
Seit ihrer Rückkehr nach Indonesien vor drei Jahren nach einem Jahrzehnt in Frankreich und den Niederlanden hat sich Frau Perez, 30, besser bekannt als Jupe (ausgesprochen juh-peh), schnell zu einer der gefragtesten Berühmtheiten dieses Landes und zu einer tragenden Säule der Fernsehen-Klatschshows entwickelt. 
In einer Gesellschaft, die zunehmend zwischen Anhängern des politischen Islams und westlicher Offenheit polarisiert ist, hat Frau Perez mit ihren sexy Shows und Musikvideos, ihrer Feier der weiblichen Sexualität und ihren offenen Gesprächen über Sex eine Vorreiterrolle gespielt. Ihr meistverkauftes Album „Kamasutra“ enthielt ein kostenloses Kondom, was den Zorn islamischer Organisationen auf sich zog und ihr Auftrittsverbot in mehreren Städten außerhalb der Hauptstadt Jakarta einbrachte.
Frau Perez wurde kürzlich zurechtgewiesen, nachdem sie ihre Kandidatur für eine Kommunalwahl im Dezember in Pacitan angekündigt hatte, einer Stadt in Ost-Java, die zufällig auch die Heimatstadt von Präsident Susilo Bambang Yudhoyono ist. Beamte schlugen eine Änderung der regionalen Wahlgesetze vor, um Kandidaten mit „moralischen Mängeln“ die Kandidatur zu verbieten. Doch Kritiker in den Nachrichtenmedien und auf Websites sozialer Netzwerke konterten und wiesen darauf hin, dass indonesische Politiker kaum für ihre Ethik bekannt seien.
„Was ist, wenn ich sexy bin?“  sagte Frau Perez. „Du kannst morgen noch essen, wenn du mich siehst und sexy findest. Aber wenn ich dein Geld stehle, kannst du morgen nicht essen und morgen nicht zur Schule gehen und morgen bist du ein hoffnungsloser Mensch.“
Frau Perez hat keinerlei politische Erfahrung und sagt, dass sie im Falle ihrer Wahl lediglich das Leben der einfachen Menschen in Pacitan verbessern möchte. Sie war sofort begeistert von den Möglichkeiten der jungen Demokratie Indonesiens und sich ihrer Grenzen bewusst.
„Vielleicht sind 30 Prozent der Menschen der Meinung, dass dies eine Demokratie ist“, sagte sie und deutete damit an, dass Armut und mangelnde Chancen immer noch 70 Prozent der Bevölkerung davon abhalten, sinnvolle Optionen zu nutzen.
Wenn der Erfolg sie in die 30-Prozent-Gruppe gebracht hat, machte Frau Perez deutlich, dass ihre Wurzeln – und ein Teil ihrer Motivation für ihren politischen Ehrgeiz – in der 70-Prozent-Gruppe lagen.
Sie wurde hier als Yuli Rachmawati geboren und war die älteste von drei Schwestern in einem Haushalt, der von einer alleinerziehenden Mutter geführt wurde.  Da ihre Mutter Gelegenheitsarbeiten erledigte, aß die Familie oft nur Reis mit gebratenen Schalotten.  Aufgewachsen unter Suharto, dem langjährigen Militärherrscher, der 1998 gestürzt wurde, sah sie hier wenig für sich.
„Es war unser einziger Traum, genug zu essen zu finden“, sagte sie. „Ich hatte keine Träume, weil ich kein Geld hatte. Ich habe nie davon geträumt, irgendetwas zu werden, jemand wirklich Großes oder ein Politiker.“
Sie scherzte, dass sie jetzt Gado-Gado verkaufen würde, ein Gericht aus gemischtem Gemüse mit Erdnusssauce, das oft auf der Straße verkauft wird, wenn sie sich nicht kurz vor ihrem High-School-Abschluss mit einer etwas älteren Indonesierin angefreundet hätte. Die Frau, die als Sekretärin in einem internationalen Hotel arbeitete und mit einer Australierin verheiratet war, bot Frau Perez an, eine Schule für Sekretärinnen zu besuchen. Sie riet ihr auch, einen Bule zu finden, wie weiße Ausländer hier genannt werden.
„Sie hat mir beigebracht, wie man eine Frau ist: ,Ja, Julia, wenn du mit einer Blase zusammen bist, sei so, sei so‘“, erinnert sie sich.  „Zuerst hat es mir nicht gefallen.  Da ich nicht besonders gut Englisch konnte, sagte ich nur: ‚Ja, Herr.‘ ‚Herr, kein Getränk.‘“
Sie arbeitete hier als Juniorsekretärin bei einem niederländischen Möbelunternehmen und fing an, mit dem Sohn des Besitzers auszugehen. „Er war so ein Gentleman und hat mir immer Blumen geschenkt. Also voilà!  Ich verliebe mich und gehe nach Holland.“
Sie lebte dort drei Jahre lang, lernte Niederländisch, arbeitete als Sekretärin in einem verbundenen Unternehmen und trennte sich schließlich vom Sohn des Eigentümers. Während eines Urlaubs in Spanien lernte Frau Perez ihren zukünftigen Ehemann kennen, einen Franzosen, der ihr seinen Nachnamen gab, sie nach Frankreich mitnahm und ihr das Modegeschäft vorstellte.  Bald erschien sie in Männerzeitschriften wie Maxim und FHM.
Als Frau Perez 2006 für einen Urlaub hierher zurückkehrte, begleitete sie eine jüngere Schwester zu einem Casting für eine Fernseh-Seifenoper und wurde schließlich vom Regisseur angeworben.  In einem neu demokratischen Indonesien fand sie Filmemacher und Sänger, die zuvor strenge Grenzen der Sexualität in der Popkultur verschieben, während immer mächtigere islamische Gruppen, die unter Suharto unterdrückt wurden, in einem Land, das seit langem für seine gemäßigten Muslime bekannt ist, eine strenge Version des Islam propagierten.
Frau Perez, die Muslimin ist, wurde bald mit Angeboten überhäuft. Als sie 2007 beschloss, endgültig hierher zurückzukehren, ließ sie ihren Mann in Frankreich zurück. „Ich sagte zu meinem Baby: ‚Baby, Baby, es tut mir leid, dass ich in Indonesien bleiben möchte.‘“ Das Paar ließ sich später scheiden.
WENN es einen roten Faden in ihren Filmen, ihrer Musik oder ihren Fernsehauftritten gibt, dann ist es ihre Sexualität – die sie immer ausübt, so wie es auch Madonna, eine ihrer Inspirationen, tut.
„Das ist meine eigene Entscheidung“, sagte Frau Perez.  „Das ist es, was ich werden möchte. Ich möchte eine freie Frau sein.“
Vor ein paar Monaten kamen jedoch unerwartet politische Führer aus der Stadt Pacitan mit der Einladung, als stellvertretender Bezirksvorsitzender zu kandidieren. Sutikno, der örtliche Vorsitzende der Oppositionspartei Hanura, sagte, dass seine Partei und eine Koalition anderer nach einer Berühmtheit suchten, um Investoren in die Region zu locken, die über wunderschöne Strände und andere unerschlossene Touristenattraktionen verfügt.  Die Beamten interviewten mehrere Schauspielerinnen, entschieden sich aber für Frau Perez.
„Sie ist ehrlich, wer sie ist“, sagte Herr Sutikno, der wie viele Indonesier einen Namen verwendet.  „Sie ist bereit, hart zu arbeiten und zu lernen.  Sie war noch nie in Pacitan, aber nachdem wir sie angesprochen hatten, begann sie, im Internet nach Pacitan zu suchen. Es ist uns egal, ob sie eine Sexbombe ist.“
Einige standen der Wahl skeptisch gegenüber.
Julia Suryakusuma, eine Autorin, die über Sex und Politik geschrieben hat, sagte, dass die Auswahl von Frau Perez durch die Oppositionsparteien darauf abzielte, die Aufmerksamkeit auf eine lokale Rasse zu lenken, die sonst ignoriert würde.  Da Pacitan die Heimatstadt von Präsident Yudhoyono ist, könnte die Anwesenheit von Frau Perez die Schwierigkeiten unterstreichen und verschärfen, mit denen der Präsident bei dem Versuch konfrontiert war, die wachsende Kluft zwischen Indonesiens westlich orientierten Reformern und muslimischen Konservativen zu überwinden, sagte Frau Suryakusuma.
„Ich habe meine Zweifel an Julia Perez, da das Laufen nicht ihre eigene Idee war“, sagte Frau Suryakusuma.  „Das sieht nach einem Trick der Oppositionsparteien aus, um den Präsidenten in Verlegenheit zu bringen.“
Frau Perez sagte, sie lerne immer noch etwas über Politik. „Ich habe jetzt erst etwa 40 Prozent gelernt.  Es macht mir wirklich Angst.  Ich sollte das nicht sagen, aber ich bin verwirrt.  Einige von ihnen sagen vor mir: „Ja, das ist richtig, Julia.“ Aber hinterher, hinter meinem Rücken, sagen sie am nächsten Tag: „Nein, das ist nicht gut.“ Verstehst du, was ich meine?“  Sie sagte.
„Peut-être c’est ça la politique“, sagte sie.  „Vielleicht ist das Politik.““